# 周卿 (嘉靖進士)
周卿（1494年—1571年），字克果，號東山，河南省開封府延津縣人，明朝政治人物。

## 生平
正德十四年（1519年）己卯科河南鄉試舉人，嘉靖十一年（1532年）壬辰科第三甲第四十九名進士。觀大理寺政，陞吏部騐封司主事，文選員外郎，騐封司郎中，甲辰歲首失朝謫廬州府推官，陞常州府同知，未任，萬曆甲申子評以同知奏復原職，從祀名宦鄉賢，壽七十八歲。

## 家族
曾祖周敬，祖周良，父周璞，母衛氏。